# Liopeltis
Liopeltis — рід змій родини полозових (Colubridae). Включає 8 видів. Представники роду поширені в Індії, Індокитаю, Індонезії та на Філіппінах.

## Види
- Liopeltis calamaria[2]
- Liopeltis frenatus[2]
- Liopeltis pallidonuchalis[2]
- Liopeltis philippinus[2]
- Liopeltis rappi
- Liopeltis stoliczkae[2]
- Liopeltis tiomanica
- Liopeltis tricolor[2]